# Marie-Guillemine Benoist

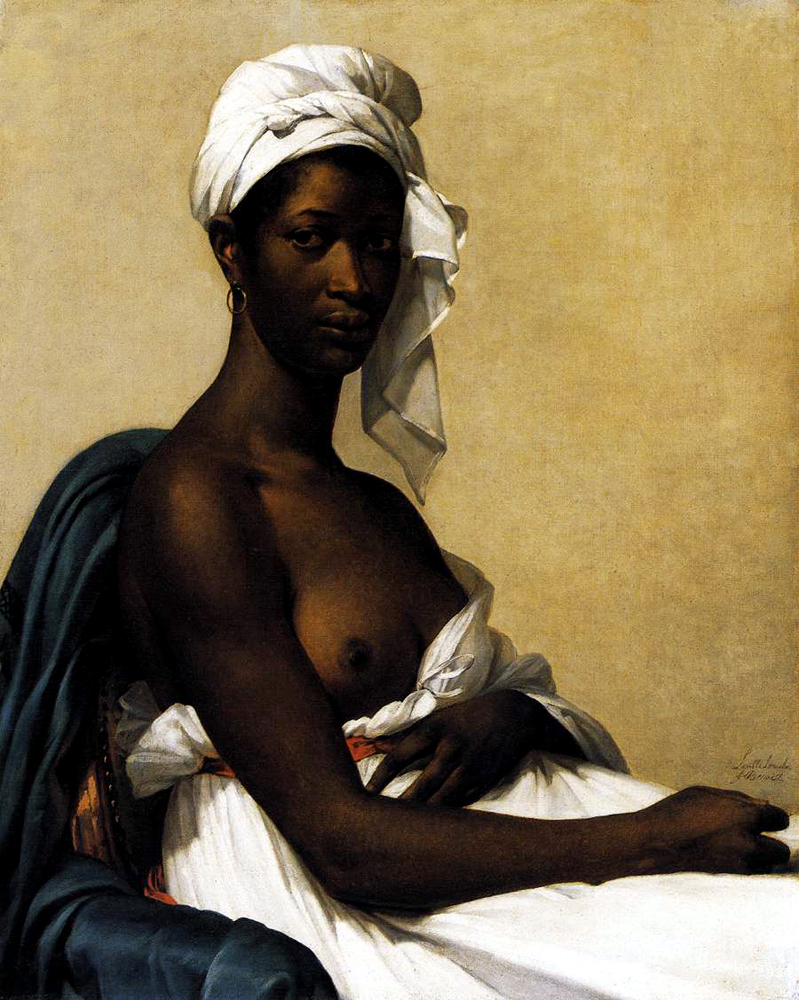
Marie-Guillemine Benoist
Retrato de una negra, ahora conocido como Retrato de Madeleine
(1800, Museo del Louvre.)

Marie-Guillemine Benoist, registrada como Marie-Guillemine de Laville-Leroux (París, 18 de diciembre de 1768-París, 8 de octubre de 1826), fue una pintora francesa de estilo neoclásico que cultivó la pintura histórica y de género.

## Biografía

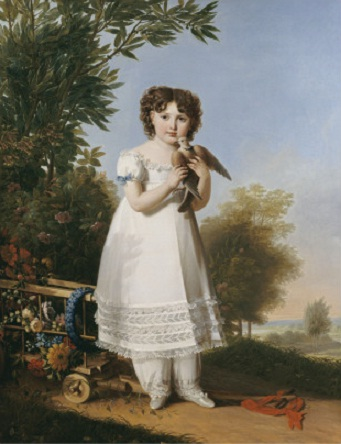
Retrato de Napoleona Elisa Baciocchi (1810).

Hija de un funcionario, inició su formación con Élisabeth Vigée Le Brun en 1781, pasando al taller de Jacques-Louis David en 1786, junto con su hermana Marie-Élisabeth Laville-Leroux. 
En 1784, conoció al poeta Charles-Albert Demoustier, quien se inspiró en ella para el personaje de Émile en su obra Lettres à Émilie sur la mythologie (1821).
Expuso por primera vez en 1791 en el Salón de París, donde presentó un cuadro de asunto mitológico, Psique despidiéndose de su familia. De la misma época es La inocencia entre la virtud y el vicio, también inspirado en la mitología, adaptando el tema de Hércules en la encrucijada y reflejando sus inquietudes feministas, pues en él aparece el vicio en forma de varón, papel tradicionalmente ligado a un personaje femenino. 
En 1793 se casó con el banquero Pierre-Vincent Benoist. Por los mismos años comenzó a desprenderse de la influencia de David, abandonando los sujetos clásicos por la pintura de género.
Su carrera como pintora de éxito continuó en el Salón de 1800, en el que presentó su Retrato de una negra. Este retrato de una criada de su cuñado, pintado sólo seis años después de la abolición de la esclavitud, se convertirá en un manifiesto a favor de la emancipación de la mujer y las personas de raza negra. El cuadro fue adquirido por Luis XVIII para el estado francés en 1818.
En 1803 Napoléon Bonaparte, en aquel momento Primer Cónsul, le encargó su retrato con destino a la ciudad de Gante, recientemente entregada a Francia por el Tratado de Lunéville. Un año más tarde recibió una medalla de oro del Salón y obtuvo una pensión gubernamental. También por entonces abrió un taller exclusivamente para mujeres a las que enseñaba pintura.  
Con la Restauración, su marido el conde Benoist, monárquico convencido, fue nombrado miembro del Consejo de Estado y ella, al parecer, hubo de abandonar la pintura en la cumbre de su carrera. 

### Obra
- Psique despidiéndose de su familia (1791).
- La Inocencia entre el Vicio y la Virtud.
- Retrato de una negra (1800, Museo del Louvre).
- Retrato de Napoleón primer cónsul (1804, tribunal de Gante).
- Retrato del mariscal Brune (1805, destruido, copia en el Palacio de Versalles).
- Retrato de Paulina Borghèse (1807, Museo del Castillo de Versalles).
- Retrato de María Elisa, gran duquesa de Toscana (Pinacoteca Nazionale, Lucca).
- Retrato de la emperatriz María Luisa (Palacio de Fontainebleau).
- La lectura de la Biblia, (1810, Museo Municipal, Louviers).
- Retrato de Napoleona Elisa Baciocchi (1810)
- La consulta o La echadora de la buenaventura, (Museo Municipal Saintes).